# Ranu Klindungan
Ranu Klindungan is een bestuurslaag in het regentschap Pasuruan van de provincie Oost-Java, Indonesië. Ranu Klindungan telt 3920 inwoners (volkstelling 2010).